# 3021 Lucubratio
3021 Lucubratio eller 1967 CB är en asteroid i huvudbältet som upptäcktes den 6 februari 1967 av den Schweiziska astronomen Paul Wild vid Observatorium Zimmerwald. Den har fått sitt namn efter det latinska ordet för Nattarbete.
Asteroiden har en diameter på ungefär 24 kilometer.